# Tušev Dol
Tušev Dol – wieś w Słowenii, w gminie Črnomelj. W 2018 roku liczyła 80 mieszkańców.